# Triaenops
Triaenops (Dobson, 1871) è un genere di pipistrelli della famiglia dei Rinonitteridi.

## Descrizione

### Dimensioni
Al genere Triaenops appartengono pipistrelli di piccole dimensioni, con lunghezza dell'avambraccio tra 45 e 55 mm, la lunghezza della coda tra 20 e 34 mm e un peso fino a 15 g.

### Caratteristiche craniche e dentarie
Il cranio presenta una scatola cranica allungata e sottile, con una cresta sagittale ben sviluppata e un rostro corto ed elevato, con le ossa nasali rigonfie e le ossa pre-mascellari insolitamente ispessite. Le arcate zigomatiche sono insolitamente sviluppate al centro dove è presente un'espansione piatta e semi-circolare. Gli incisivi superiori sono bifidi, mentre i canini sono robusti e provvisti di una cuspide supplementare distinta. Il primo premolare superiore è piccolo, i denti masticatori sono normali.
Sono caratterizzati dalla seguente formula dentaria:

### Aspetto
La pelliccia è lunga. Le parti dorsali variano dal beige al bruno-grigiastro chiaro o bruno-rossastro, mentre quelle inferiori sono generalmente più chiare. È spesso frequente una fase di colore con individui completamente arancione brillante. Il muso è largo e alquanto appiattito, la foglia nasale è composta da una porzione anteriore a forma di ferro di cavallo separata da un profondo incavo centrale alla sua base e da una proiezione a forma di clessidra tra le narici. La porzione posteriore è elevata e all'estremità sono presenti tre lancette appuntite e allungate e sui lati diverse celle. Le orecchie sono corte, rotonde, a forma di imbuto e con un prominente incavo sul bordo posteriore appena sotto l'estremità arrotondata. Sono privi di trago, mentre l'antitrago è ben sviluppato, ispessito e si estende fino all'angolo posteriore degli occhi. La coda è lunga ed inclusa completamente nell'ampio uropatagio, il calcar è lungo quanto il piede. Alla base della seconda falange del quarto dito della mano è presente uno sperone osseo diretto verso l'estremità alare e lungo circa 2,5-3 mm.

## Distribuzione
Il genere è diffuso nell'Africa orientale e sud-occidentale, in Madagascar  e dalla Penisola arabica fino al Pakistan meridionale.

## Tassonomia
Il genere comprende 4 specie:
- Triaenops afer
- Triaenops menamena Goodman & Ranivo, 2009
- Triaenops parvus Benda & Vallo, 2009
- Triaenops persicus

T. rufus è considerato sinonimo di Triaenops menamena.

T. auritus, T. furculus e T.paulanii sono attualmente attribuiti al genere Paratriaenops.
Una specie attualmente estinta, T. goodmani, era presente in passato nella parte nord-occidentale del Madagascar.